# Campaea margaritata
Campaea margaritata là một loài bướm đêm trong họ Geometridae.

## Hình ảnh

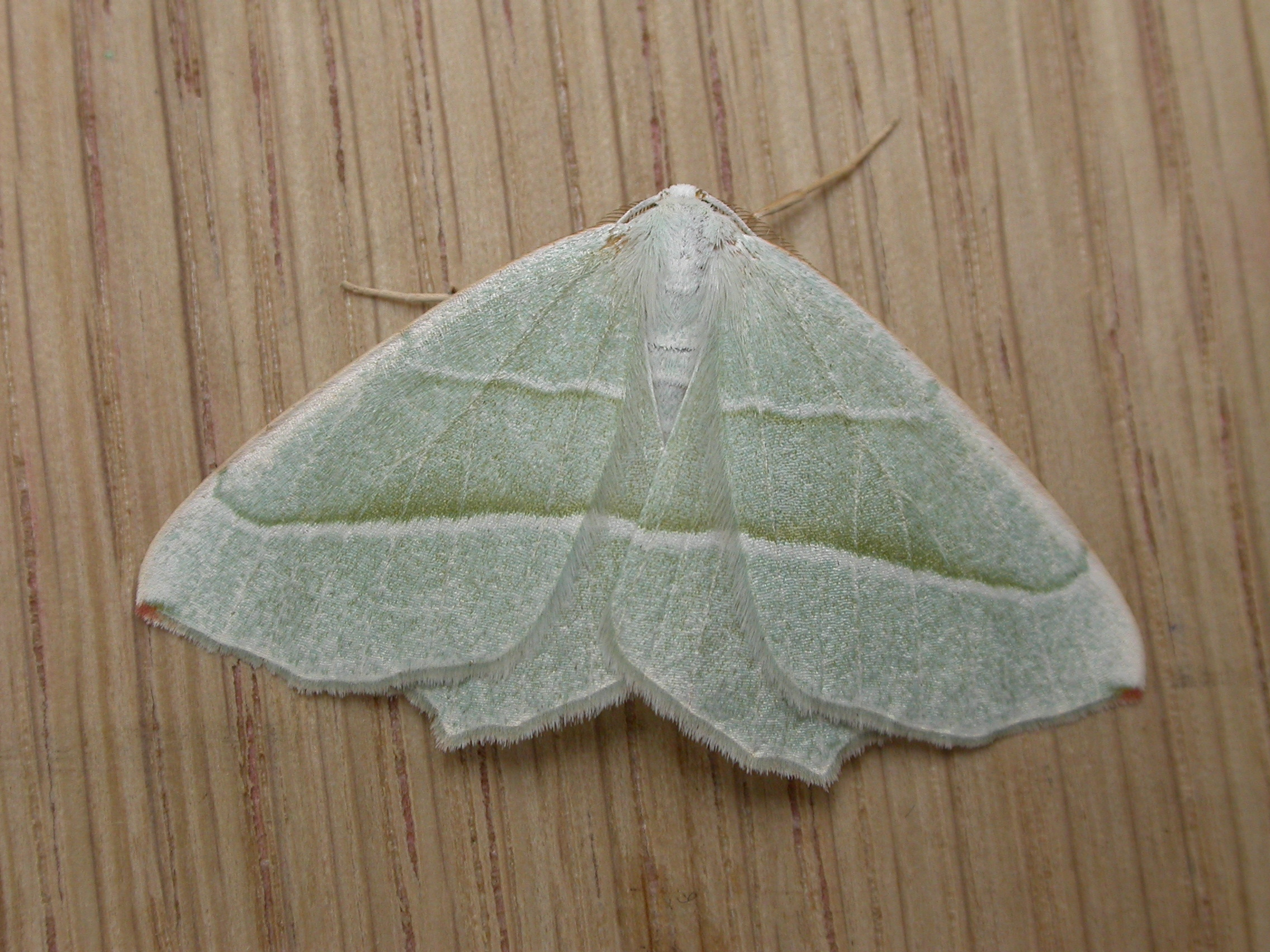
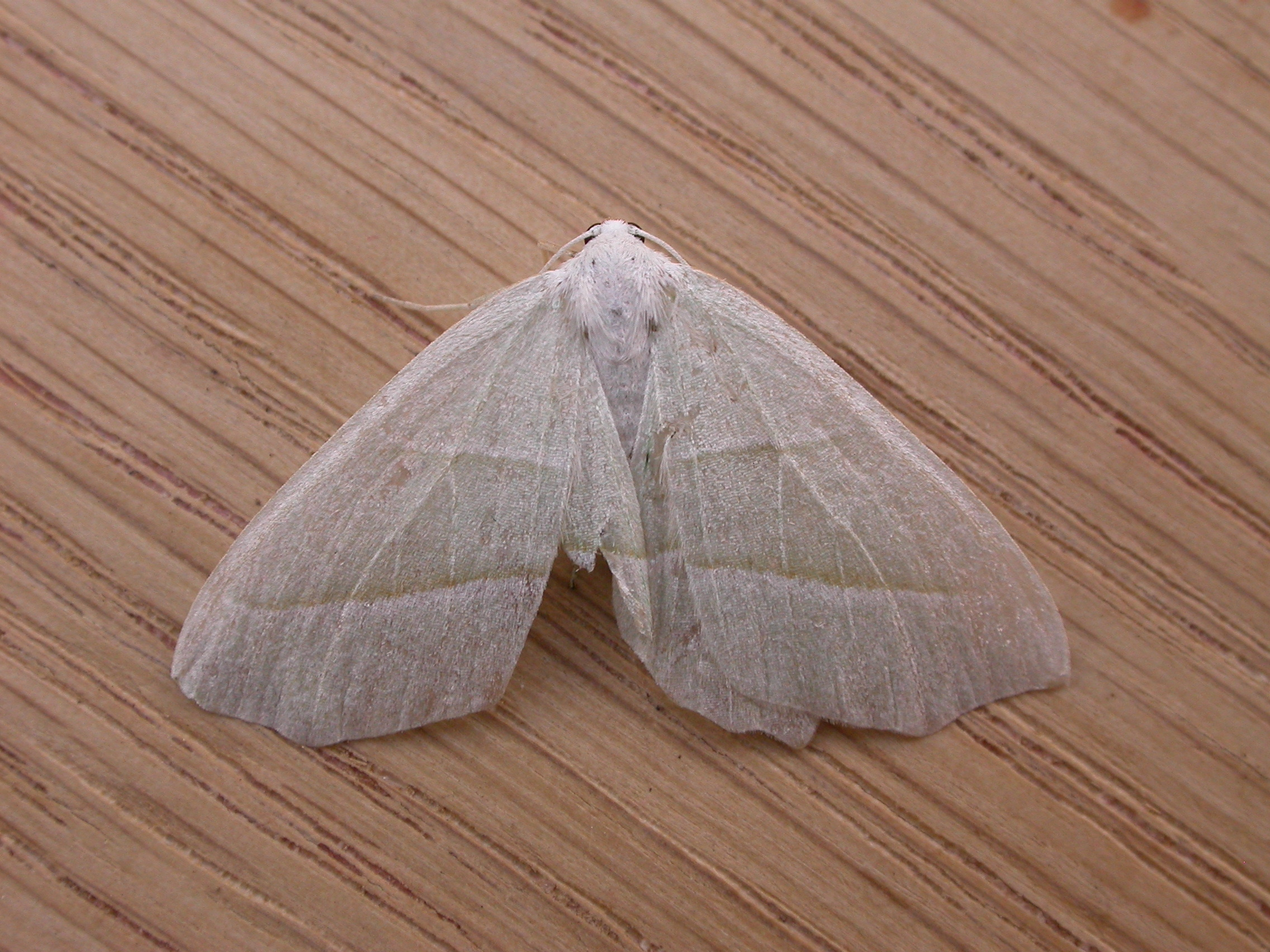
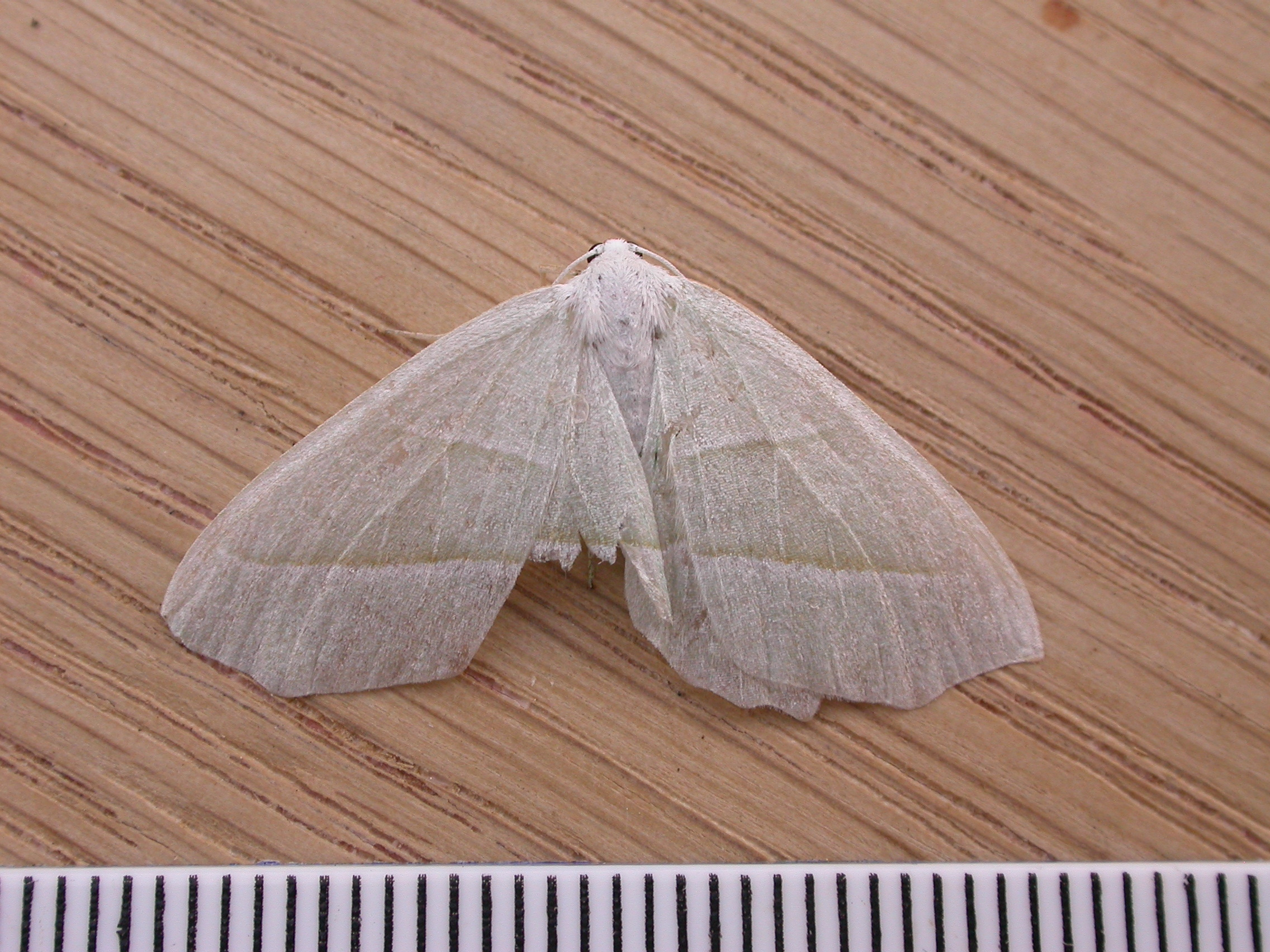